# Epiplema incolorata
Epiplema incolorata är en fjärilsart som beskrevs av Achille Guenée 1857. Epiplema incolorata ingår i släktet Epiplema och familjen Uraniidae. Inga underarter finns listade i Catalogue of Life.